# Stefano Buono
Stefano Buono (Avellino, 1966) è un fisico e imprenditore italiano.

## Biografia
Nasce ad Avellino ma frequenta il liceo a Torino, per poi conseguire la laurea magistrale in fisica presso l'Università di Torino nel 1991, con una tesi di laurea, redatta presso il Cern, su una nuova architettura dei processori usati per gestire i dati degli esperimenti di fisica.

## Carriera scientifica
Buono ha lavorato come fisico presso il Center for Advanced Studies, Research and Development o CRS4. Durante i suoi sei anni all'interno di CRS4, ha guidato un team di ingegneri che lavorano su diversi progetti di ricerca internazionale nel campo della produzione di energia e della trasmutazione delle rifiuti nucleari (sistemi guidati da acceleratori). Prima di unirsi a CRS4 e in parallelo alla sua nomina presso CRS4, Buono ha lavorato per circa dieci anni con il vincitore del Premio Nobel per la fisica Carlo Rubbia al CERN. Durante quel termine, ha anche partecipato attivamente allo sviluppo del metodo di attraversamento della risonanza adiabatica del CERN.

## Carriera imprenditoriale
Nel 2002, Buono ha fondato Advanced Accelerator Applications (AAA), una società radiofarmaceutica che sviluppa, produce e commercializza prodotti diagnostici e terapeutici di medicina nucleare molecolare. L'11 novembre 2015 Advanced Accelerator Applications è stata quotata al Nasdaq. Il 22 gennaio 2018 Novartis ha acquisito AAA per 3,9 miliardi di dollari.
In seguito alla vendita di AAA a Novartis, diventa investitore e presidente del venture capital Liftt e della società di smart city Planet Smart City.
Nel 2021, in seguito all'acquisizione di un'azienda attiva nel nucleare, fonda Newcleo, una startup attiva nella progettazione di piccoli reattori nucleari, che sfrutta gli scarti di altri reattori per alimentarsi. Newcleo ottiene subito 100 milioni, a cui faranno seguito altri 300 milioni nel 2022, da parte degli investitori che l'hanno resa la terza azienda al mondo per capitalizzazione nel settore dei reattori nucleari.